# Mucari
Mucari es un localidad y municipio de la provincia de Malanje en Angola. En julio de 2018 tenía una población estimada de 33 835 habitantes.
Se encuentra ubicado en el centro-norte del país, al norte de la meseta de Bié y al oeste del curso alto del río Cuango (uno de los principales afluentes del río Kasai).